# Xian de Minquan
Le xian de Minquan (民权县 ; pinyin : Mínquán Xiàn) est un district administratif de la province du Henan en Chine. Il est placé sous la juridiction de la ville-préfecture de Shangqiu.

## Démographie
La population du district était de 856 341 habitants en 1999.